# Ricardo Jorge
Ricardo de Almeida Jorge (Porto, 9 mei 1858 - Lissabon, 29 juli 1939) was een Portugees arts en onderzoeker. Hij geldt als de stichter van het moderne volksgezondheidsbeleid in Portugal.

## Biografie
Ricardo Jorge studeerde in 1879 af aan de faculteit geneeskunde in Porto  (Portugees: Escola Médico-Cirúrgica do Porto). In zijn thesis, getiteld Nervositeit in het verleden (Portugees: O nervosismo no Passado), behandelde hij de geschiedenis van de neurologie, een medisch specialisme dat toen nog niet was gedefinieerd. Vanaf 1880 was hij professor aan dezelfde faculteit in de vakken anatomie, histologie en experimentele fysiologie. Hij maakte verschillende studiereizen waar hij bij beroemde collega's in Straatsburg (F.D. von Recklinghausen en H.W.G. von Waldeyer-Hartz) en Parijs (J-M. Charcot) op zoek ging naar kennis over de neurologie die in Portugal nog onbekend was.
In 1884 begon Jorge zich te wijden aan de volksgezondheid. Met een serie conferenties, door hem georganiseerd, met de titel 'Sociale hygiëne toegepast op de Portugese staat' (Portugees: Higiene Social Aplicada à Nação Portuguesa) stimuleerde hij een nieuw beleid voor de volksgezondheid in Portugal. Het werd het begin van een carrière als deskundige in de volksgezondheid en als wetenschappelijk onderzoeker, met grote invloed op het gezondheidsbeleid in Portugal.

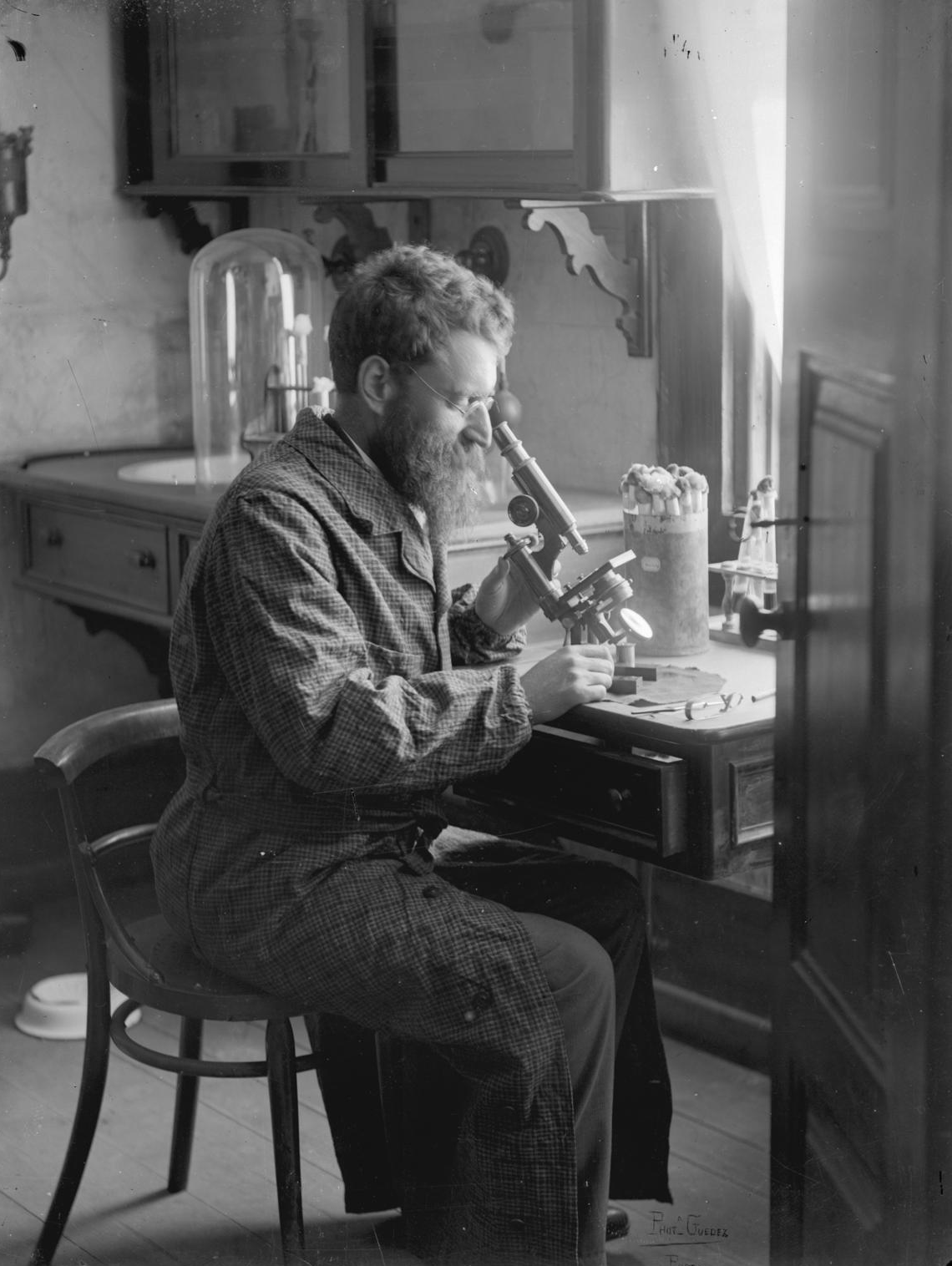
Dr. Ricardo Jorge van het gemeentelijk laboratorium voor bacteriologie in Porto

Tussen 1891 en 1899 was hij gemeentearts in Porto en verantwoordelijk voor het Gemeentelijk Laboratorium voor Bacteriologie. In 1895 werd hij gewoon hoogleraar van de leerstoel Hygiëne en Forensische Geneeskunde aan de Escola Médico-Cirúrgica van Porto. In juni 1899 leverde hij klinische en epidemiologische bewijzen van de builenpest die de stad Porto dat jaar teisterde. De preventieve maatregelen die hij nam om de pest uit te roeien, zoals de evacuatie van personen en het isoleren en ontsmetten van huizen, ontketenden echter een volkswoede die Ricardo Jorge dwong de stad te verlaten.
In oktober 1899 werd hij overgeplaatst naar Lissabon, waar hij werd benoemd tot inspecteur-generaal van Volksgezondheid en later tot hoogleraar hygiëne aan de Escola Médico-Cirúrgica van Lissabon. Hij nam deel aan de organisatie van de Nationale Bijstand voor Tuberculose (Portugees: Assistência Nacional aos Tuberculosos), die in 1899 door koningin Amélie geïnitieerd was. In 1903 kreeg hij de taak om het Centraal Instituut voor de Hygiëne te organiseren en te leiden. Dit instituut heeft zijn naam gekregen en heet nu (2021) het Instituto Nacional de Saúde Doutor Ricardo Jorge.
In de jaren 1914 en 1915 was hij voorzitter van de Vereniging van Medische Wetenschappen van Lissabon. In 1918 organiseerde hij de strijd tegen de Spaanse griep en tegen de epidemieën van buiktyfus, pokken en difterie die ontstonden als gevolg van de slechte naoorlogse gezondheidstoestand in Portugal.
Het was Ricardo Jorge die in de jaren 1920 verantwoordelijk was voor het verbod op Coca-Cola in Portugal. Voor hem was het product een soort drug, vanwege de naam van de frisdrank die suggereerde dat er cocaïne in voor zou komen en vanwege de slogan van Fernando Pessoa die Coca-Cola had gebruikt als reclame en die de verslaving suggereerde. De slogan luidde: "Eerst is het vreemd, maar later kun je niet meer zonder." (Portugees: "Primeiro estranha-se, depois entranha-se"). Jorge adviseerde de onmiddellijke terugtrekking uit de markt.  Het verbod werd pas 50 jaar later opgeheven.
Ricardo Jorge's interesses waren niet beperkt tot de geneeskunde. Zijn omvangrijke werk omvat publicaties over kunst, literatuur, geschiedenis en politiek.